# Weiguo (sockenhuvudort i Kina, Heilongjiang Sheng, lat 45,02, long 127,35)
Weiguo (kinesiska: 卫国, 卫国乡) är en sockenhuvudort i Kina. Den ligger i provinsen Heilongjiang, i den nordöstra delen av landet, omkring 98 kilometer sydost om provinshuvudstaden Harbin. Antalet invånare är 13 917. Befolkningen består av 6 691 kvinnor och 7 226 män. Barn under 15 år utgör 15,0 %, vuxna 15-64 år 75 %, och äldre över 65 år 9,0 %.
Runt Weiguo är det ganska tätbefolkat, med 111 invånare per kvadratkilometer. Närmaste större samhälle är Wuchang, 19,7 km sydväst om Weiguo. Trakten runt Weiguo består till största delen av jordbruksmark.
Genomsnittlig årsnederbörd är 908 millimeter. Den regnigaste månaden är juli, med i genomsnitt 199 mm nederbörd, och den torraste är januari, med 8 mm nederbörd.